# 東方狍
東方狍（ITIS常用名：英語：），俗名西伯利亞狍，又稱為野狍、中国狍、中國東北狍、麅子、狍鹿、羊鹿、野羊、矮鹿、狍子），狍屬下的兩個物種之一，與西方狍並列。生活在東北亞，在俄羅斯、蒙古、哈萨克斯坦、天山山脈、西藏東部、朝鮮半島以及中國東北都可以發現其踪跡，其皮毛也是中國少數民族鄂倫春族的服飾來源，因為經濟與生態價值，已經列管為保護動物。

## 種名
东方狍的种名为。其中，种加词的语源来自古希腊语，pygḗ，「臀部」和，argós，「白色」。這個名稱由德國博物學家彼得·西蒙·帕拉斯在1771年時命名，當時他在俄罗斯的領土中進行科學探勘，在烏拉山區記錄了這種鹿的存在。

## 分類學
東方狍在記錄上的最長壽命是18年，妊娠期280至300天，一般每次生育兩胎，通常存活8-12年。跳躍的距離可以達到15公尺。相較於西方狍，東方狍的體型較大，角較長，而且有較多分枝，主要分布在東北亞洲地區。在高加索山脈，西方狍與東方狍的生存界線相交：東方狍生活在高加索山脈東麓，而西方狍生活在高加索山南麓、小亞細亞、伊朗東北方，以至於整個歐洲地區。
這個物種在1771年首次被記錄在科學文獻中，但生物學者曾經認為東方狍與西方狍為同一個物種下的不同亞種。在20世紀後期，在俄羅斯學者的研究下，生物學界於2001年正式將東方狍與西方狍分列為兩個不同物種。
東方狍其下有多個亞種，如C. p. pygargus，C. p. tianshanicus及C. p. bedfordi。C. p. pygargus為東方狍的指名亞種，在1771年確認，一般所說的西伯利亞狍多半是指這個亞種；C. p. tianshanicus，主要生活在天山地區。C. p. bedfordi 生活在中國東北及朝鮮半島。

## 中國狍
中国学者过去多将中国狍归入西方狍；后来的学者则通过线粒体DNA等手段，判定中国狍与欧洲狍为两个物种，分歧时间约在200万年前，与西伯利亚狍（C. p. pygargus）为同一東方狍的不同亚种，分歧时间约在80万年前。

## 外形
東方狍是一種中小型鹿类，有著細長頸部及大眼睛，大耳朵，身高約1.5米，體重約與成人相近。无獠牙，后肢略长于前肢，尾短，在冬天時，在北方的族群，皮毛顏色為淡灰色，但是南方族群則是灰褐色與黃赭色。其腹部皮毛為奶油黃，臀尾部有小塊白色，其種名來自於其臀部特徵。在夏季時，其皮毛顏色為紅色。幼年時的狍，在皮毛上有斑點。雄性的體形較大，有角，角上有三個尖端，向兩側伸展，向上傾斜；角在秋季或初冬時會脫落，之後再緩慢重生。

## 地理分布
在歐洲東部及亞洲的溫帶地區，都可以發現東方狍的蹤踪。根據化石記錄，它們的生存領域一度擴展到高加索山脈東部。
目前主要分布在俄罗斯（前高加索、西伯利亚的南侧）、中亚（北侧和东侧）、蒙古（北侧）、中国（东北地区、黄土高原、青海、天山山地）和朝鲜半岛等地。

## 保护
本种于2023年被收录入《有重要生态、科学、社会价值的陆生野生动物名录》。